# Paracodia globifrons
Paracodia globifrons là một loài bướm đêm trong họ Noctuidae.